# Dunnideer
Dunnideer (ursprünglich Dun Nideer, auch Dunnydeer) ist ein Hillfort auf einem 268 m hohen kegelförmigen Hügel westlich von Insch, in der schottischen Council Area Aberdeenshire. Die in zwei Phasen errichtete Anlage wird von fünf einigermaßen konzentrischen Wällen gebildet. Die äußeren drei, vermutlich spätere Wälle, blieben unvollendet. 
Die Anlage ist als Scheduled Monument geschützt.

## Kontext
Es wird als Teil einer Gruppe eingestuft, zu der auch Craig Phadrig, Knock of Alves, Knock Farril und der Tap o’ Noth gehören. Es gibt etwa 50 Stellen in Grampian, die in prähistorischer Zeit umwallt wurden. Sie erstrecken sich von den beeindruckenden Hochlandlagen bei Rhynie wie Tap o’ Noth (563 m hoch) bis zu den Vorgebirgen der Küsten und waren etwa zwischen 900 v. Chr. und 900 n. Chr. in Nutzung. Die Anlage auf dem Hügelplateau Dunnideer besteht aus einem 65 × 25 m großen Areal, umschlossen von den Mauern A und B, wobei B niedriger und im Süden nicht mehr vollständig ist. Der Zugang konnte nicht ausgemacht werden. An zwei Stellen fanden sich verbrannte verglaste Mauerreste, die Pfostenlöcher für eine aufstockende Palisade aufwiesen. Am Hang finden sich zwei Stellen, wo Plattformen für Hütten errichtet waren, die wahrscheinlich aus der Zeit der Erweiterung stammen. Die größere Plattform misst 12 × 7,5 m. Etwa um die Zeitenwende brannte Dunnideer, vielleicht infolge kriegerischer Auseinandersetzungen, nieder. In den Grampians gibt es eine Anzahl so genannter „unfertiger Forts“. Eines liegt auf dem Dunnideer gegenüberliegenden „Hill of Christ’s Kirk“. Weitere unfertige Forts sind „Cromar“, Dufftown, „Durn Hill“, „Little Conval“, „Knockargetty Wood“ und Portsoy.

## Der Steinkreis
Reste des 800 m entfernten Steinkreises von Dunnideer vom Typ Recumbent Stone Circle (RSC), darunter der Bereich des 2,8 m langen, mit 1,95 m Höhe ungewöhnlich hohen und 0,5 m dicken grob Nordwest-Südost orientierten „liegenden Steines“ liegen am Waldrand. Von den drei Steinen, die überstanden, ist nur der Liegende in situ. Die etwa 2,25 und 2,0 m hohen Flankensteine wurden neu aufgerichtet. 
(Lage:57° 20′ 38,2″ N, 2° 39′ 0,8″ W)
In Resten sind auch der Candle Hill, der Inchfield, Stonehead (auch Aulton) und der Wantonwells Steinkreis, ebenfalls westlich bzw. nordwestlich von Insch, erhalten.

### Die Steinkreise am River Dee
Die Steinkreise von Deeside bilden eine Gruppe von Recumbent Stone Circle (RSC). Ungefähr 100 von ihnen wurden zwischen 2500 und 1500 v. Chr. in Aberdeenshire errichtet. Die Ensembles der „ruhenden Steine“ liegen in der Regel im Südosten und (normalerweise) auf dem Ringverlauf.

## Die Burg
Die Burg ist eine der frühesten in Schottland und stammt wahrscheinlich aus dem Jahre 1260 n. Chr. Sie ist ein einfacher rechteckiger Turm, erbaut auch aus den Trümmern des einstigen Hillforts. Die Steine wurden, wie in dieser Periode üblich geglättet. Dies ist ein Anzeichen für ein frühes Datum und hat Ähnlichkeit mit der Steinbehandlung bei den Burgen von Balvenie (bei Dufftown) und Coull bei Coull. Das Erdgeschoss wurde wahrscheinlich für Lagerzwecke benutzt und daher nur von zwei Schlitzfenstern erhellt. Das Zentrum dieser Burg lag auf der ersten Etage, in der großartigen Halle, die heute nur noch von dem feinen spitzen Fenster dargestellt wird, das in der Westwand überlebte. Hier haben die Herren von Balliol, die Adligen die den Turm erbauten, Gericht gehalten und gegessen.